# Black Wall Street Records
Black Wall Street Records est un label discographique de hip-hop américain, situé à Compton, en Californie. Il est fondé en 2001 par Jayceon « The Game » Taylor et son demi-frère George « Big Fase 100 » Taylor III.

## Histoire
The Game décide lancer son propre label. Big Fase 100, le cofondateur du label, le quitta après une affaire interne entre lui et The Game. Pour l'instant, le seul album du Black Wall Street est une mixtape intitulée The Black Wall Street Journal Vol. 1. Le label est signé chez Capitol Records.
Le nom The Black Wall Street est en fait le surnom de Greenwood un quartier noir d'Oklahoma durant la ségrégation. Durant le choc pétrolier de 1910, Greenwood était le refuge de beaucoup d'hommes d'affaires noirs souvent multimillionaires. Le 1er juin 1921, durant le Tulsa Race Riot, un massacre civil entre noir et blanc, la moitié du quartier fut détruit.

## Membres

### Membres actuels
- The Game (depuis 2002) - rappeur de Compton, et fondateur du label.
- Nu Jerzey Devil (depuis 2002) - rappeur originaire du sud du Bronx, à New York mais élevé à Atlantic City, dans le New Jersey ; signé à Black Wall Street en 2004[2].
- Juice - rappeur de Phoenix. Signé sur Black Wall Street après avoir donné sa démo à Game pendant l'une de ses tournées en Arizona. Il publie sa première mixtape Death Certificate hosted par DJ Skee[2].
- Compton Menace - d'abord connu sous le seul pseudo de Menace, il se fait désormais appeler Compton Menace, en hommage à son quartier de Los Angeles. Il publie plusieurs mixtapes dont une à la fin de l'année 2012 qui commence à le faire connaitre grâce à des featuring avec de grands noms comme Wiz Khalifa ou Cassidy.
- Kanary Diamonds (depuis 2010) - rappeuse née et élevée à Watts, en Californie[3].
- Mysonne (depuis 2010) - ancien membre des labels Def Jam Recordings et Ruff Ryders, originaire du Bronx, à New York

### DJs et producteurs
- Ervin « EP » Pope - Producteur de L.A. Il signe un contrat de production en 2008. Il produit des chansons sur Doctor's Advocate, In My Own Words, et il est connu pour avoir joué une grande partie des gammes de piano sur l'album de Kanye West The College Dropout, ainsi que d'autres productions pour des artistes tels que Common ou P. Diddy[2].
- Nu Jerzey Devil - Signé sur Black Wall Street Records en 2004. Nu Jersey Devil a produit Breathe and Stop en featuring avec The Game sur l'album de Fat Joe, Me, Myself and I[2].
- DJ Skee -  DJ du Black Wall Street, Skee a travaillé sur toutes les mixtape du BWS depuis You Know What It Is Vol. 3. Il a animé la Envy Expo au Los Angeles Convention Center, et fait aussi des mixtapes pour des artistes extérieurs comme Omar Cruz, ou Bishop Lamont et des artistes locaux. DJ Skee a un show radio sur Power 106 avec DJ Reflex.
- Tre Beats[2]
- DJ Haze - Haze est née et a grandi à Parkslope. Ce DJ a des collaborations de rappeurs du North, South, East and West[4],[2].
- DJ Kris-Stylez - DJ officiel des tournées/show de The Game[5],[2].
- DJ Maaleek - DJ officiel de Black Wall Street Europe[6].

## Discographie
- The Black Wall Street Journal Vol. 1[7]
- BWS Radio Vol. 1[8]
- Black Wall Street Radio Vol. 2[9]
- BWS Radio Vol. 3 (Free Game)[10]
- BWS Radio Vol. 4 (The Black Wall Street Takeover)[11]